# ديالا مكي
ديالا مكي (18 سبتمبر 1978 -)هي إعلامية لبنانية تعمل حالياً في تلفزيون دبي، خريجة الجامعة الأمريكية في بيروت.

## حياتها ونشأتها
ولدت في طهران بإيران في 18 سبتمبر 1978، نشأت في بيروت، درست الصحافة والإخراج في الجامعة اللبنانية الأميركية وتخرجت فيها، عملت لفترة من الزمن في قطاع الإعلانات، .وخاضت تجربة عروض الأزياء، ثم انتقلت في العام 2000 للعمل بمحطة زين الإذاعية، قدمت فيها برنامجاً يتناول آخر تطورات الموضة الشبابية، ومن ثم قدمت برنامج «لايف فيديو كليب»، لتنتقل بعد ذلك إلى تلفزيون المستقبل، عملت به مذيعة ربط ومقدمة لعروض البرامج المختلفة، وما لبثت أن حصلت في العام 2005 على عرض للعمل في تلفزيون دبي لتقديم برنامج يغطي كل ما يدور على السجادة الحمراء التي تستضيف مشاهير ونجوم السينما العالمية، واستطاعت خلال فترة بسيطة أن تثبت وجودها لتكون واحدة من المذيعات العربيات القليلات اللواتي يتواجدن على السجادة الحمراء في المهرجانات العالمية.

## مسيرتها
بدأتْ مسيرتها منذ عمر الخمسة عشر عاماً، وقدّمتُ أوّل برنامج لها في عمر الثامنة عشر، مقدّمة برامج موضة مخصّص للشّباب، انتقلت بعدها إلى دبي حيث قدّمت برنامج ستوديو 24، دخلت مجال الإعلام وعرفت من خلال برنامجها المشاهير حيث قابلت الكثير من مشاهير العالم من أمثال ليوناردو دي كابريو وجورج كلوني وتوم كروز و شارون ستون وإيفا لونغوريا غيرهم، هي وجه إعلامي لها الحضور بشكل واضح في مهرجان أبوظبي السينمائي، وسباق الجائزة الكبرى للفورميولا 1، وفي مهرجانات دبي للموضة والأزياء. إلى جانب هذا كانت المقدّمين في برنامج تاراتاتا، بالإضافة إلى إنتاج وتقديم برنامج للموضة.